# 勃海孝王妃
陈夫人，是东汉勃海孝王刘鸿（汉章帝曾孙）的夫人，汉质帝刘缵的生母。
永嘉元年（145年），汉冲帝驾崩，汉安帝、汉顺帝绝嗣，八岁的刘缵被选为顺帝嗣子即位，次年刘缵被梁冀毒死。陈夫人没有被给予任何皇后、太后的身份。熹平四年（175年），汉灵帝拜冲帝母虞美人为宪园贵人，汉质帝母陈夫人为勃海孝王妃。 

## 延伸阅读
[在维基数据编辑]
 《後漢書·卷10下》，出自范晔《後漢書》